# Nadagarodes flavipectus
Nadagarodes flavipectus är en fjärilsart som beskrevs av W. Warren 1899. Nadagarodes flavipectus ingår i släktet Nadagarodes och familjen mätare. Inga underarter finns listade i Catalogue of Life.